# U-42
O Unterseeboot U-42 foi um U-boot tipo IXA da Kriegsmarine da Alemanha Nazi que operou durante a Segunda Guerra Mundial.
O U-42 foi encomendado pela Kriegsmarine em novembro de 1936 e a sua quilha foi batida em dezembro de 1937; ele foi lançado em fevereiro de 1939 e comissionado em julho de 1939.
O submarino teve uma carreira muito curta, sendo afundado ainda na sua primeira patrulha de guerra. Durante o seu serviço na Kriegsmarine o submarino realizou apenas uma patrulha de treino e uma patrulha de guerra. No último, ele danificou um navio inimigo de 4 803 toneladas de arqueação bruta (TAB). Ambas as patrulhas foram realizadas sob a 6. Unterseebootsflottille (6.ª Flotilha).
O U-42 foi afundado a sudoeste da Irlanda no dia 13 de outubro de 1939. De uma tripulação de 46, 20 sobreviveram e 26 afundaram com o submarino.

## Construção
O U-42 foi encomendado pela Kriegsmarine no dia 21 de novembro de 1936 (como parte do Plano Z). A sua quilha foi batida a 21 de dezembro de 1937 pela DeSchiMAG AG Weser de Bremen com o número de estaleiro 947. Ele foi lançado a 16 de fevereiro de 1939 e comissionado a 15 de julho do mesmo ano sob o comando do Kapitänleutnant Rolf Dau.

## Design
Como um dos oito submarinos originais alemães do tipo IX, mais tarde designado IXA, o U-42 teve um deslocamento de 1 032 toneladas quando na superfície e 1153 toneladas quando submerso. O U-boot tinha um comprimento total de 76,50 metros e 58,75 metros do casco de pressão, uma boca de 6,51 metros, uma altura de 9,40 metros, e um calado de 4,70 metros. O submarino era movido por dois motores a diesel MAN M 9 V 40/46 com supercompressor, de quatro tempos e nove cilindros produzindo um total de 3240 kW para uso na superfície e dois motores eléctricos de dupla acção Siemens-Schuckert 2 GU 345/34, produzindo um total de 740 kW para uso enquanto submerso. Ele tinha dois eixos propulsores e duas hélices com 1,92 metros de diâmetro. O submarino era capaz de operar em profundidades de até 230 metros.
O submarino tinha uma velocidade máxima de superfície de 33,7 quilómetros por hora e uma velocidade máxima submersa de 14,3 km/h. Quando submerso, o submarino podia operar por 120-144 quilómetros a 7,4 km/h; quando emergisse, ele poderia viajar cerca de 19400 quilómetros a 19 km/h. O U-42 foi equipado com seis tubos de torpedo de 53,3 centímetros (quatro instalados na proa e dois na popa), 22 torpedos, um canhão naval de 10,5 centímetros SK C/32, 180 munições, um canhão de 3,7 cm SK C/30, e também um canhão antiaéreo de 2 cm C/30. O submarino era operado por uma tripulação de quarenta e oito elementos.

## Histórico de serviço

### Patrulha
Após os exercícios de treino com a 6.ª Flotilha de 16 de julho de 1939 a 1 de outubro de 1939, o U-42 foi colocado em serviço activo com a mesma flotilha, pronto para as operações. No dia seguinte ao término dos seus exercícios de treino, ele deixou Wilhelmshaven no dia 2 de outubro. Numa jornada de 12 dias, o U-42 viajou para o Mar do Norte e circum-navegou as Ilhas Britânicas. Ele então entrou no Atlântico Norte em busca de quaisquer comboios aliados. Durante esta operação, um navio inimigo foi danificado, o cargueiro a vapor britânico de 4803 toneladas SS Stonepool, que se separou do Comboio OB 17 enquanto navegava de Liverpool, na Inglaterra, para a América do Norte. A 13 de outubro, deu-se uma batalha na qual o U-42 enfrentou o navio inimigo com o seu canhão de convés, atingindo-o várias vezes antes de ser empurrado de volta para o fundo pelo fogo incrivelmente preciso do navio mercante. Este seria o primeiro e único ataque do barco a qualquer navio mercante aliado.

### Destino
Ainda na sua primeira patrulha de guerra, o U-42 foi afundado a 13 de outubro de 1939 por cargas de profundidade dos contratorpedeiros britânicos HMS Imogen e HMS Ilex. Este ataque ocorreu na costa sudoeste da Irlanda neutra. Da tripulação de 46 homens, 26 foram mortos no ataque de carga de profundidade e 20 membros da tripulação sobreviveram e foram feitos prisioneiros de guerra pelos britânicos. O membro mais jovem da tripulação a bordo do U-42 era Rudolf Nuggel, que nasceu a 22 de dezembro de 1919 e estava entre os 26 mortos. Ele tinha 19 anos com o seu 20º aniversário a pouco mais de dois meses. O capitão, Rolf Dau, era o mais velho tripulante conhecido do U-42. Ele nasceu a 1 de abril de 1906 e tinha 33 anos na época do naufrágio do submarino; ele sobreviveu. O U-42 foi o quinto submarino a ser perdido na Segunda Guerra Mundial.

## Resumo do historial de ataque
| Data                  | Navio     | Nacionalidade | Tonelagem | Comboio       | Destino    |
| --------------------- | --------- | ------------- | --------- | ------------- | ---------- |
| 13 de outubro de 1939 | Stonepool | Reino Unido   | 4 803     | Comboio OB 17 | Danificado |